# Comuna Zeankivți, Derajnea
Zeankivți (în ucraineană Зяньківці) este o comună în raionul Derajnea, regiunea Hmelnîțkîi, Ucraina, formată din satele Bomkove și Zeankivți (reședința).

## Demografie
Componența lingvistică a comunei Zeankivți
     Ucraineană (98,45%)
     Rusă (1,55%)
Conform recensământului din 2001, majoritatea populației comunei Zeankivți era vorbitoare de ucraineană (98,45%), existând în minoritate și vorbitori de rusă (1,55%).